# Boa (sastav)
Boa je zagrebački art-rock sastav osnovan 1979. godine.
U samom početku svoga djelovanja, Boa je bila pod utjecajem art rock glazbenika kao što su Peter Gabriel i David Bowie. Njihova glazba bila je primjer intelektualnog popa, o kojoj se pročulo u Europi, pa su stoga svoje mjesto našli u rock enciklopediji uglednog talijanskog "Rockstara."

## Početak djelovanja
Pod utjecajem glazbenih pravaca art rock, funk i novi romantizam sastav Boa počeo je s koncertnim aktivnostima 1979. godine u sljedećem sastavu:
- Mladen Puljiz (klavijature, vokal),
- Slavko Remenarić (gitara),
- Igor Šoštarić (bubnjevi)
- Damir Košpić (bas).

Pripreme za izlazak u javnost trajale su dugo. Još 1974. godine krajem osnovnog i početkom srednjoškolskog obrazovanja Puljiz i Remenarić, pored bavljenja klasičnom glazbom, a pod utjecajem sastava Yes, King Crimson, Genesis, David Bowie, Roxy Music, Peter Gabriel i dr., počinju sve više eksperimentirati i s drugim stilovima. Postavi se pridružuje prijatelj iz škole i kvarta (Maksimir) Igor Šoštarić te su u raznim postavama djelovali od 1977. do 1980.
Nakon što se grupi pridružuje student iz Zadra Damir Košpić 1980. sastav postavlja temelje prvog albuma i počinje intenzivne klupske nastupe u Zagrebu po klubovima kao što su Studentski centar, Lapidarij, Jabuka. Predstavljali su ranije radove kao i stvari s budućeg prvog albuma. U jeku novog vala i u vremenu kada je postojao interes za domaći rock, a nakon što su se već etablirali sastavi kao Azra, Haustor, Film itd, Boa je zaintrigirala publiku i kritiku posve drugačijim zvukom i stilom. Taj stil je bio u suglasju s tada aktualnim trendovima i sastavima koje su obilježile prijelaz na novu dekadu kao što su Talking Heads, Simple Minds, Japan i sl.
Prve demosnimke sastav snima u studiju Radio Zagreba uz pomoć prijatelja Paola Sfecija. U ljeto 1981. sastav potpisuje diskografski ugovor s izdavačkom kućom Suzy, a krajem ljeta demosnimka pjesme "Stol" dolazi na prvo mjesto top liste beogradskog Studija B. i time se širi interes za sastav.

## Studijski albumi
U jesen iste godine sastav snima svoj istoimeni prvi album Boa u Švedskoj, u mjestu Torsby u produkciji Tihomira Tinnie Varge. Album je dočekan s izrazito dobrim kritikama te je osvojio naklonost publike. Sastav je glazbeno definiran kao art rock iako su zbog stylinga sastava često svrstavani u novi romantizam. Pjesma "Milion" koja otvara album postaje hit. Zbog provokativnih tekstova kao što su navedeni "Milion", pa "Sela gore", "Živjeti od mraka", "Na nišanu" i drugih sastava umalo dobiva etiketu "šund" tadašnje Komisije za šund što je u ono vrijeme bila vrsta cenzure. Albumi s takvom etiketom bili bi znatno skuplji zbog poreza na šund. Prema glasovanju objavljenom u glazbenom časopisu Džuboks, osvajaju naslov najperspektivnije grupe 1982. Iste godine sastav intenzivno nastupa i istovremeno priprema materijale za svoj drugi album.
U jesen 1982. sastav snima svoj drugi album, ponovno u Švedskoj, ovog puta u studiju producenta albuma Sjunne Fergera. Unatoč nešto drugačijem zvuku album projicira sad već prepoznatljiv stil grupe. Drugi LP nazvan Ritam strasti izlazi u zimu 1982. godine. Isti potvrđuje status grupe kod publike i kritike. Polovicu albuma čine ljubavne pjesme - "Jer ljubav je", "Vrijeme može čekati", "Kriva priča", "Dođi", "Sve što daješ", dok ostatak čine individualne opsesije i razmišljanja mladih intelektualaca od kojih je najupečatljivija pjesma "Moj put", najlaganiji dio albuma.
Kroz 1983. sastav je odsvirao stotinjak koncerata diljem bivše Jugoslavije. Uz ovakav tempo radili su i na pjesmama za treći album koji sastav snima u jesen 1983. ponovno u Ferger studiju u Švedskoj, ali sada u produkciji same grupe. Album Govor tijela izlazi početkom 1984. i donosi komercijalniji zvuk, što nailazi na podijeljene reakcije kritike. Publika prihvaća album s kojeg se izdvajaju neki od najvećih hitova grupe kao što su "Tako lijepa" i "Za vezu je potrebno dvoje". Boa promovira album koncertnim nastupima. Zbog tempa kojim je sastav od 1981. do 1984. izdavao albume i održavao koncerte dolazi do prezasićenosti članova, koji odabiru dovršetak započetog akademskog obrazovanja. Krajem 1984. sastav prestaje s radom.

## Ponovno okupljanje
Na inicijativu starog prijatelja grupe Paola Sfecija Boa se 1989. ponovno okuplja u novoj postavi: novi su članovi bubnjar Paolo Sfeci (Aerodrom, Parni valjak) i basist Zvonimir Bučević (poznati zagrebački session glazbenik). Već 1990. sastav izdaje LP Prvi val na kojem surađuje niz mladih i javnosti dotad nepoznatih glazbenika: Vanna, Ilan Kabiljo, Zvonimir Dusper, Saša Nestorović, Franciska Gluhak, Kruno Brezak, Mario Jajetić. S albuma se izdvajaju hitovi "Svi tvoji poljupci" i "Stup od soli". Iste godine Boa nastupa kao predgrupa Davidu Bowieu na maksimirskom stadionu pred više od 50 tisuća gledatelja. Godine 1991. grupi se pridružuje Mladen Malek na udaraljkama s kojim sastav radi na novom projektu - CD-u "81-92".
CD 81-92 iz 1992. godine je kompilacija live i studijskih snimki s novim aranžmanima. Dodatak je pjesma "Zemlja" snimljena početkom listopada 1991. godine za potrebe projekta "Rock za Hrvatsku". Gojko Tomljanović na klavijaturama postaje novi članom 1993. Godine 1994. sastav izdaje CD Kraj djetinjstva kojeg obilježava pjesma "Kao mir", duet s Josipom Lisac (dvije nominacije za Porin), kao i suradnja s poznatim glazbenicima (Jasna Bilušić, Dino Dvornik, Vanna, Drago Mlinarec i dr.).
Nakon poduže vremena, 2004. sastav izdaje kompilaciju Kao nekad koja sadrži odabrane pjesme s albuma Govor tijela, Prvi val i Kraj djetinjstva. Na albumu je i instrumental "Boa constrictor" temeljen na magnetofonskim zapisima Puljiza i Remenarića iz 1977. godine.
Dvije godine poslije, 2006. sastav nakon 12 godina izdaje novi studijski album Dnevnik putovanja, skice ostanka. Na albumu radi postava iz 1993. godine. Umjesto Paola Sfecija koji gostuje na jednoj pjesmi novi bubnjar je stari suradnik Mladen Malek. Prateće vokale pjeva Diana Maleš, a kao gost se pojavljuje i Vanna. Sljedeće godine izdaju album Best of Boa - Krug, svojevrsnu kompilaciju najvećih hitova.
Sedmi studijski album pod nazivom VII, s potpuno novim studijskim materijalom, uz 30. obljetnicu rada objavljuju 2012. Producirao ga je Mladen Malek. Isti je nominiran za Porina u kategoriji alternativne glazbe 2013. godine.
Godine 2013. Boa objavljuje svoj osmi studijski album "Indigo", koji sadrži duete s Ivanom Kindl i Massimom, a kao bonus LIVE verzije pjesama Uspomena sna i Kao mir. Poseban gost albuma je i Igor Geržina na saksofonu. Producent albuma je Mladen Malek.
Godine 2019. bend objavljuje prestanak rada te se nakon toga jedan od osnivača benda, glazbenik Slavko Remenarić okreće radu s novom grupom Milion koja je ime dobila po jednoj od pjesama s prvog albuma grupe Boa.

## Diskografija
- Boa (LP, Suzy, 1981.)
- Ritam strasti (LP, Suzy, 1982.)
- Govor tijela (LP, Suzy, 1983.)
- Prvi val (LP, Suzy, 1990.)
- 81-92 (CD, Orfej/DEA Music, 1992.)
- Kraj djetinjstva (CD, Orfej, 1994.)
- Boa/Ritam strasti (CD, Suzy/Croatia Records, 2002.)
- Kao nekad (CD, Suzy/Hit records, 2004.)
- Dnevnik putovanja, skice ostanka (CD, Dancing Bear, 2006.)
- Best of Boa - Krug (CD, Dancing Bear, 2007.)
- VII  (CD, Menart Records, 2012.)
- Indigo (CD, Menart Records, 2013)

## Vanjske poveznice
- Stranice sastava  Arhivirana inačica izvorne stranice od 28. rujna 2018. (Wayback Machine)